# German-Inline-Cup 2010
Der German-Inline-Cup 2010 wurde für Frauen und Männer an sechs Stationen ausgetragen. Der Auftakt am 28. März 2010 fand in Berlin und das Finale am 3. Oktober 2010 in Köln statt.

## Frauen

### Wettbewerbe
| GIC           | Ort                          | Sieg                                  | Platz 2                                  | Platz 3                                  |
| ------------- | ---------------------------- | ------------------------------------- | ---------------------------------------- | ---------------------------------------- |
| 28. März      | Berliner Halbmarathon        | Cecilia Baena Powerslide Matter World | Sabine Berg Powerslide Matter World      | Mareike Thum Powerslide Matter World     |
| 29. Mai       | Mittelrhein Marathon         | Sabine Berg Powerslide Matter World   | Katharina Rumpus Powerslide Matter World | Jana Gegner SCC XSpeed Team Berlin       |
| 18. Juli      | Bremen-Challenge             | Sabine Berg Powerslide Matter World   | Katharina Rumpus Powerslide Matter World | Katja Ulbrich Experts Race Team          |
| 22. August    | XRace                        | Sabine Berg Powerslide Matter World   | Cecilia Baena Powerslide Matter World    | Katharina Rumpus Powerslide Matter World |
| 11. September | Arena Geisingen Halbmarathon | Mareike Thum Powerslide Matter World  | Jana Gegner SCC XSpeed Team Berlin       | Andrea Haritchelhar                      |
| 3. Oktober    | Köln Marathon                | Flurina Heim IDEEprint X-tech         | Sabrina Rossow Experts Race Team         | Melanie Bayrhof FUG Speed Team           |

### Gesamt-Einzelwertung
| Rang | Name                   | Team                    |
| ---- | ---------------------- | ----------------------- |
| 1    | Sabrina Rossow         | Experts Race Team       |
| 2    | Lisa Kaluzni           | Powerslide Matter World |
| 3    | Claudia Maria Henneken | Speed Team Köln         |
| 4    | Gabriele Breunig       | FUG Speed Team          |
| 5    | Simone Kohls           | K2 Team                 |
| 6    | Sabine Berg            | Powerslide Matter World |

### Gesamt-Teamwertung
| Rang | Team              |
| ---- | ----------------- |
| 1    | Experts Race Team |
| 2    |                   |
| 3    |                   |

## Männer

### Wettbewerbe
| GIC           | Ort                          | Sieg                                  | Platz 2                                 | Platz 3                                 |
| ------------- | ---------------------------- | ------------------------------------- | --------------------------------------- | --------------------------------------- |
| 28. März      | Berliner Halbmarathon        | Severin Widmer Luigino Rollerblade    | Yann Guyader Powerslide Matter World    | Scott Arlidge Powerslide Matter World   |
| 29. Mai       | Mittelrhein Marathon         | Juan Nayib Tobon BONT arena geisingen | Reyon Kay BONT arena geisingen          | Alexander Bastidas BONT arena geisingen |
| 18. Juli      | Bremen-Challenge             | Bart Swings CadoMotus                 | Juan Nayib Tobon BONT arena geisingen   | Giacomo Cuncu Stadler X-tech            |
| 22. August    | XRace                        | Yann Guyader Powerslide Matter World  | Alexander Bastidas BONT arena geisingen | Severin Widmer Luigino Rollerblade      |
| 11. September | Arena Geisingen Halbmarathon | Bart Swings CadoMotus                 | Reyon Kay BONT arena geisingen          | Alexander Bastidas BONT arena geisingen |
| 3. Oktober    | Köln Marathon                | Nicolas Iten Luigino Rollerblade      | Alexander Bastidas BONT arena geisingen | Felix Rijhnen Powerslide Matter World   |

### Gesamt-Einzelwertung
| Rang | Name               | Team                    |
| ---- | ------------------ | ----------------------- |
| 1    | Alexander Bastidas | BONT arena geisingen    |
| 2    | Felix Rijhnen      | Powerslide Matter World |
| 3    | Giacomo Cuncu      | Stadler X-tech          |
| 4    | Victor Wilking     | BONT arena geisingen    |
| 5    | Kwinten Tas        | Powerslide Matter World |
| 6    | Pascal Ramali      | Powerslide Matter World |

### Gesamt-Teamwertung
| Rang | Team                    |
| ---- | ----------------------- |
| 1    | Powerslide Matter World |
| 2    | Speedlager.de           |
| 3    | BONT arena geisingen    |